# Liste der Baudenkmäler in Rattenberg (Niederbayern)

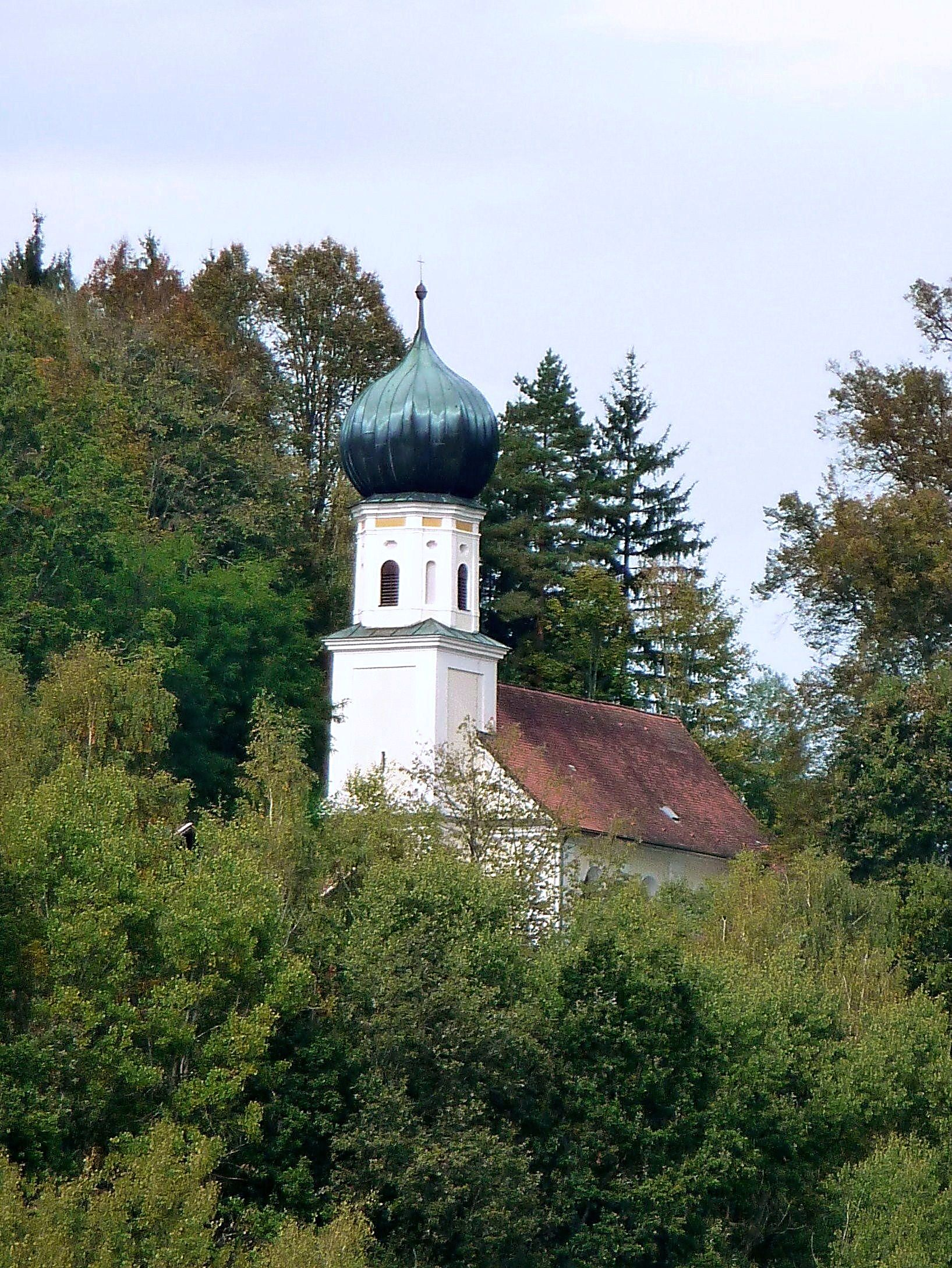
Wallfahrtskirche zu Unserer Lieben Frau Neurandsberg

Auf dieser Seite sind die Baudenkmäler in der niederbayerischen Gemeinde Rattenberg zusammengestellt. Diese Tabelle ist eine Teilliste der Liste der Baudenkmäler in Bayern. Grundlage ist die Bayerische Denkmalliste, die auf Basis des Bayerischen Denkmalschutzgesetzes vom 1. Oktober 1973 erstmals erstellt wurde und seither durch das Bayerische Landesamt für Denkmalpflege geführt wird. Die folgenden Angaben ersetzen nicht die rechtsverbindliche Auskunft der Denkmalschutzbehörde.

## Baudenkmäler nach Ortsteilen

### Rattenberg
| Lage                      | Objekt                               | Beschreibung | Akten-Nr.    | Bild           |
| ------------------------- | ------------------------------------ | --- | ------------ | -------------- |
| Dorfplatz 3 (Standort)    | Katholische Pfarrkirche St. Nikolaus | Neubau von 1890, Turmunterbau und ehemalige Apsis spätromanisch; mit Ausstattung; Reste der Kirchgadenmauer auf der Nordseite des Friedhofs, im 18./19. Jahrhundert mit kleinen Wohnhäusern überbaut | D-2-78-178-2 | weitere Bilder |
| Dorfplatz 4 (Standort)    | Wohnteil                             | In verschindeltem Blockbau mit Giebelschrot, 2. Viertel 19. Jahrhundert | D-2-78-178-3 | BW             |
| Dorfplatz 5 (Standort)    | Kleinhaus                            | Mit Halbwalm und Blockbau-Obergeschoss, 1. Drittel 19. Jahrhundert; östlich am Friedhof | D-2-78-178-4 | Kleinhaus      |
| Hauptstraße 12 (Standort) | Pfarrhof                             | Stattlicher Bau mit Halbwalm, Ende 18. Jahrhundert Stattlicher Flachdachstadel mit Blockbau-Kniestock, Ende 18. Jahrhundert                                                                          | D-2-78-178-8 | Pfarrhof       |
| Kirchweg 3 (Standort)     | Wohnhaus                             | Obergeschoss-Blockbau, verschindelt, Kern Anfang 19. Jahrhundert, nördlich der Kirche, westlichstes Haus über der Gadenmauer                                                                         | D-2-78-178-9 | Wohnhaus       |

### Bruckhof
| Lage          | Objekt      | Beschreibung                                     | Akten-Nr.     | Bild |
| ------------- | ----------- | ------------------------------------------------ | ------------- | ---- |
| Bruckhof 3 () | Traidkasten | auf massivem Unterbau, 1. Hälfte 19. Jahrhundert | D-2-78-178-10 |      |

### Bühlhof
| Lage                    | Objekt      | Beschreibung | Akten-Nr.     | Bild |
| ----------------------- | ----------- | --- | ------------- | ---- |
| Bühlhof 1, 2 (Standort) | Waldlerhaus | Hierzu malerischer, geständerter Traidkasten mit Flachdach, noch 17. Jahrhundert und Ausnahmehaus, Waldlertyp, zum Teil offener Blockbau, 2. Hälfte 18. Jahrhundert | D-2-78-178-12 | BW   |

### Buglmühl
| Lage                  | Objekt      | Beschreibung                                                                           | Akten-Nr.     | Bild |
| --------------------- | ----------- | -------------------------------------------------------------------------------------- | ------------- | ---- |
| Buglmühl 3 (Standort) | Waldlerhaus | Kleiner Blockbau, mit Giebelschrot und vorgehängtem Bretterschirm, bezeichnet mit 1869 | D-2-78-178-13 | BW   |

### Friedenstadl
| Lage                      | Objekt        | Beschreibung                                                 | Akten-Nr.     | Bild          |
| ------------------------- | ------------- | ------------------------------------------------------------ | ------------- | ------------- |
| Friedenstadl 1 (Standort) | Wohnstallhaus | Mit Blockbau-Obergeschoss und Schrot, Anfang 19. Jahrhundert | D-2-78-178-14 | Wohnstallhaus |

### Hammersdorf
| Lage                     | Objekt   | Beschreibung                                                                           | Akten-Nr.     | Bild |
| ------------------------ | -------- | -------------------------------------------------------------------------------------- | ------------- | ---- |
| Hammersdorf 4, 6 ()      | Backhaus | begehbare doppelte Backofenanlage, Ziegelbau mit Satteldach, 2. Hälfte 19. Jahrhundert | D-2-78-178-72 |      |
| Hammersdorf 5 (Standort) |          | Hierzu kleiner Obergeschoss-Blockbau, Traidkasten, 1. Drittel 19. Jahrhundert          | D-2-78-178-16 | BW   |

### Hinterfelling
| Lage                       | Objekt      | Beschreibung                               | Akten-Nr.     | Bild        |
| -------------------------- | ----------- | ------------------------------------------ | ------------- | ----------- |
| Hinterfelling 1 (Standort) | Traidkasten | Mit Steilsatteldach, Mitte 19. Jahrhundert | D-2-78-178-17 | Traidkasten |

### Hubing
| Lage                | Objekt                             | Beschreibung                                     | Akten-Nr.     | Bild |
| ------------------- | ---------------------------------- | ------------------------------------------------ | ------------- | ---- |
| Hubing 8 (Standort) | Hierzu breitgelagerter Traidkasten | Obergeschoss-Blockbau, 1. Hälfte 19. Jahrhundert | D-2-78-178-18 | BW   |

### Irlmühl
| Lage                 | Objekt      | Beschreibung                                                                                             | Akten-Nr.     | Bild |
| -------------------- | ----------- | --- | ------------- | ---- |
| Irlmühl 1 (Standort) | Dreiseithof | Hauptbau gut erneuerter Obergeschoss-Blockbau mit zwei verbretterten Giebelschroten, 18./19. Jahrhundert | D-2-78-178-19 | BW   |

### Kellburg
| Lage                  | Objekt     | Beschreibung | Akten-Nr.     | Bild       |
| --------------------- | ---------- | --- | ------------- | ---------- |
| Kellburg 3 (Standort) | Bauernhaus | Mit Blockbau-Obergeschoss und umlaufendem Schrot, angeblich bezeichnet mit 1845 Traidkasten, Blockbau-Oberteil mit Flachdach, 18./19. Jahrhundert | D-2-78-178-22 | Bauernhaus |

### Kriseszell
| Lage                                                | Objekt        | Beschreibung | Akten-Nr.     | Bild |
| --------------------------------------------------- | ------------- | --- | ------------- | --- |
| Kriseszell 2 (Standort auf Karte falsch) (Standort) | Sägemühle     | Zweigeschossiger Blockbau mit Giebelschrot, 1. Hälfte 19. Jahrhundert | D-2-78-178-23 | [[Vorlage:Bilderwunsch/code!/C:49.06781,12.75737!/D:Kriseszell 2 (Standort auf Karte falsch), Sägemühle!/\|BW]] |
| Kriseszell 21 (Standort)                            | Wohnstallhaus | Mit Blockbau-Obergeschoss, zum Teil farbig verschindelt, Mitte 19. Jahrhundert, mit barocken Hausfiguren Zweigeschossiger Traidkasten, Blockbau mit Giebelschrot, 2. Hälfte 17. Jahrhundert | D-2-78-178-26 | BW |

### Maierhof
| Lage                  | Objekt                                  | Beschreibung                        | Akten-Nr.     | Bild |
| --------------------- | --------------------------------------- | ----------------------------------- | ------------- | ---- |
| Maierhof 2 (Standort) | Hierzu ehemals geständerter Traidkasten | Blockbau, 2. Hälfte 18. Jahrhundert | D-2-78-178-28 | BW   |

### Neurandsberg
| Lage                       | Objekt                                 | Beschreibung | Akten-Nr.     | Bild           |
| -------------------------- | -------------------------------------- | --- | ------------- | -------------- |
| Neurandsberg 7 (Standort)  | Waldlerhaus                            | Eineinhalbgeschossiger Blockbau, 2. Hälfte 18. Jahrhundert, Dach etwas aufgesteilt                                                     | D-2-78-178-31 | BW             |
| Neurandsberg 17 (Standort) | Kleinbauernhaus                        | Mit Blockbauobergeschoss, 2. Viertel 19. Jahrhundert                                                                                   | D-2-78-178-33 | BW             |
| Neurandsberg 38 (Standort) | Katholische Filialkirche Mariae Geburt | Neubau um 1700; mit Ausstattung | D-2-78-178-35 | weitere Bilder |
| Neurandsberg 39 (Standort) | Ruine der Burg Neurandsberg            | Ausgedehnte Anlage in beherrschender Lage, erbaut um 1330, im Verfall seit 1700, Reste der äußeren Zwingermauer und von Wohnhausbauten | D-2-78-178-36 | weitere Bilder |
| Neurandsberg 40 (Standort) | Bauernhaus                             | Hoch gelegen mit Blockbauobergeschoss und Hochlaube, 2. Hälfte 18. Jahrhundert                                                         | D-2-78-178-34 | BW             |

### Oberbocksberg
| Lage                            | Objekt  | Beschreibung | Akten-Nr.     | Bild    |
| ------------------------------- | ------- | --- | ------------- | ------- |
| Oberbocksberg 26, 29 (Standort) | Gasthof | Stattlicher zweigeschossiger Giebelbau, Obergeschoss-Blockbau mit zwei Schroten (erneuert) und geschnitzten Säulen, um 1840/50 Zwei barocke Hausfiguren im Giebel | D-2-78-178-38 | Gasthof |

### Obergschwandt
| Lage                                     | Objekt                                  | Beschreibung                                                      | Akten-Nr.     | Bild                                                                                                 |
| ---------------------------------------- | --------------------------------------- | ----------------------------------------------------------------- | ------------- | --- |
| Obergschwandt 5 (Standort)               | Hierzu kleiner geständerter Traidkasten | In Blockbau, zum Teil verschalt, 1. Hälfte 19. Jahrhundert        | D-2-78-178-39 | BW                                                                                                   |
| Obergschwandt 6 ()                       | Wohnstallhaus eines Dreiseithofes       | mit Blockbauobergeschoß und Steildach, 3. Viertel 19. Jahrhundert | D-2-78-178-40 | |
| Am Lüß (ostwärts am Ortsrand) (Standort) | Wegkapelle                              | Mitte 19. Jahrhundert                                             | D-2-78-178-41 | [[Vorlage:Bilderwunsch/code!/C:49.10832,12.7313!/D:Am Lüß (ostwärts am Ortsrand), Wegkapelle!/\|BW]] |

### Oberumwangen
| Lage                      | Objekt        | Beschreibung | Akten-Nr.     | Bild          |
| ------------------------- | ------------- | --- | ------------- | ------------- |
| Oberumwangen 1 (Standort) | Wohnstallhaus | Mit Blockbau-Obergeschoss, umlaufendem Schrot und grün bemalter Verschindelung, bezeichnet mit 1859 Geständerter Traidkasten, 2. Viertel 19. Jahrhundert | D-2-78-178-42 | Wohnstallhaus |

### Ödhof
| Lage                                       | Objekt  | Beschreibung         | Akten-Nr.     | Bild           |
| ------------------------------------------ | ------- | -------------------- | ------------- | -------------- |
| Zellerholz (westlich des Hofes) (Standort) | Kapelle | Ende 18. Jahrhundert | D-2-78-178-43 | weitere Bilder |

### Pareszell
| Lage                   | Objekt  | Beschreibung        | Akten-Nr.     | Bild |
| ---------------------- | ------- | ------------------- | ------------- | ---- |
| Pareszell 4 (Standort) | Kapelle | 19./20. Jahrhundert | D-2-78-178-44 | BW   |

### Redlmühl
| Lage                  | Objekt        | Beschreibung                                                                       | Akten-Nr.     | Bild          |
| --------------------- | ------------- | ---------------------------------------------------------------------------------- | ------------- | ------------- |
| Redlmühl 2 (Standort) | Alte Sägmühle | Winkelförmige Anlage mit Wohnteil in offenem Blockbau, gegen Mitte 19. Jahrhundert | D-2-78-178-27 | Alte Sägmühle |

### Renften
| Lage                   | Objekt                         | Beschreibung | Akten-Nr.     | Bild |
| ---------------------- | ------------------------------ | --- | ------------- | ---- |
| Renften (bei Nr. 2) () | Bildstock                      | Steinfigur Christus Salvator, bezeichnet mit "1707"; nicht nachqualifiziert, im Bayerischen Denkmal-Atlas nicht kartiert | D-2-78-178-47 |      |
| Renften 2 (Standort)   | Hierzu stattlicher Traidkasten | Mit mittelsteilem Dach und zwei Schroten, bezeichnet mit "1834"                                                          | D-2-78-178-46 | BW   |

### Riedelswald
| Lage                        | Objekt    | Beschreibung                                                                 | Akten-Nr.     | Bild      |
| --------------------------- | --------- | ---------------------------------------------------------------------------- | ------------- | --------- |
| Riedelswald 3, 7 (Standort) | Einzelhof | Obergeschoss in Blockbau, rot bemalt, 1. Hälfte 19. Jahrhundert, Dach später | D-2-78-178-48 | Einzelhof |

### Siegersdorf
| Lage                     | Objekt                            | Beschreibung | Akten-Nr.     | Bild                              |
| ------------------------ | --------------------------------- | --- | ------------- | --------------------------------- |
| Siegersdorf 2 (Standort) | Wohnstallhaus eines Vierseithofes | Mit Blockbau-Obergeschoss und zwei Giebelschroten, Dachreiter auf dem First, bezeichnet mit 1862 Zwei Hausfiguren, barock | D-2-78-178-50 | Wohnstallhaus eines Vierseithofes |

### Steinachern
| Lage                          | Objekt        | Beschreibung                                                                                                  | Akten-Nr.     | Bild          |
| ----------------------------- | ------------- | --- | ------------- | ------------- |
| Steinachern 4, 4 a (Standort) | Wohnstallhaus | Obergeschoss-Blockbau, 1. Drittel 19. Jahrhundert Ausnahmehäusl, Waldlertyp, in Blockbau, bezeichnet mit 1875 | D-2-78-178-52 | Wohnstallhaus |
| Steinachern 20 (Standort)     | Kleinhaus     | Blockbau mit Giebellaube, zum Teil verschindelt, bezeichnet mit 1865                                          | D-2-78-178-54 | BW            |

### Untergschwandt
| Lage                             | Objekt                    | Beschreibung | Akten-Nr.     | Bild |
| -------------------------------- | ------------------------- | --- | ------------- | ---- |
| Untergschwandt 13 (Standort)     | Einfirsthof im Waldlertyp | Oberteil Blockbau mit Hochlaube, 1. Drittel 19. Jahrhundert Kleines Ausnahmehäusl in Blockbau, 1. Drittel 19. Jahrhundert | D-2-78-178-55 | BW   |
| ostwärts über dem Ort (Standort) | Wegkapelle                | 18./19. Jahrhundert; mit Ausstattung                                                                                      | D-2-78-178-56 | BW   |

### Unterstein
| Lage                       | Objekt              | Beschreibung                                         | Akten-Nr.     | Bild |
| -------------------------- | ------------------- | ---------------------------------------------------- | ------------- | ---- |
| Unterstein 2, 3 (Standort) | Hierzu Ausnahmehaus | Mit Blockbau-Obergeschoss, 1. Hälfte 19. Jahrhundert | D-2-78-178-57 | BW   |

### Unterumwangen
| Lage                       | Objekt        | Beschreibung | Akten-Nr.     | Bild |
| -------------------------- | ------------- | --- | ------------- | ---- |
| Unterumwangen 1 (Standort) | Wohnstallhaus | Mit Blockbau-Obergeschoss und Schroten, Mitte 19. Jahrhundert Ausnahmehaus mit späterem Dach, Blockbau, noch 18. Jahrhundert Traidkasten mit Flachdach, 18. Jahrhundert; zugehörig zu Vierseithof | D-2-78-178-58 | BW   |

### Vorderfelling
| Lage                         | Objekt     | Beschreibung    | Akten-Nr.     | Bild       |
| ---------------------------- | ---------- | --------------- | ------------- | ---------- |
| Bei Vorderfelling (Standort) | Wegkapelle | 19. Jahrhundert | D-2-78-178-59 | Wegkapelle |

### Vornwald
| Lage                                                         | Objekt    | Beschreibung | Akten-Nr.     | Bild |
| ------------------------------------------------------------ | --------- | --- | ------------- | --- |
| Eggerten (südlich am Waldrand) (Standort)                    | Kapelle   | 1. Hälfte 19. Jahrhundert; mit Ausstattung und Totenbrettern                                                     | D-2-78-178-63 | weitere Bilder |
| Eggerten (südlich am Waldrand, neben der Kapelle) (Standort) | Bildstock | Steinsäule mit Laterne, 17./18. Jahrhundert; nicht nachqualifiziert, im Bayerischen Denkmal-Atlas nicht kartiert | D-2-78-178-64 | [[Vorlage:Bilderwunsch/code!/C:49.04163,12.77951!/D:Eggerten (südlich am Waldrand, neben der Kapelle), Bildstock!/\|BW]] |

### Wassesbühl
| Lage                    | Objekt                                  | Beschreibung                      | Akten-Nr.     | Bild                                    |
| ----------------------- | --------------------------------------- | --------------------------------- | ------------- | --------------------------------------- |
| Wassesbühl 5 (Standort) | Stattliches Wohnstallhaus im Waldlertyp | Im Kern 1. Hälfte 18. Jahrhundert | D-2-78-178-65 | Stattliches Wohnstallhaus im Waldlertyp |

### Zierling
| Lage                  | Objekt                        | Beschreibung | Akten-Nr.     | Bild                          |
| --------------------- | ----------------------------- | --- | ------------- | ----------------------------- |
| Zierling 5 (Standort) | Wohnstallhaus und Ausnahmhaus | Mit Blockbau-Obergeschoss (zum Teil erneuert), im Kern 1. Hälfte 19. Jahrhundert Ausnahmehaus in Blockbau, Waldlerhaus, 2. Hälfte 18. Jahrhundert | D-2-78-178-68 | Wohnstallhaus und Ausnahmhaus |

### Ziernberg
| Lage                   | Objekt             | Beschreibung                                                 | Akten-Nr.     | Bild |
| ---------------------- | ------------------ | ------------------------------------------------------------ | ------------- | ---- |
| Ziernberg 4 (Standort) | Kleiner Waldlerhof | Eineinhalbgeschossiger Blockbau mit Giebelschrot, um 1840/60 | D-2-78-178-70 | BW   |

## Ehemalige Baudenkmäler
In diesem Abschnitt sind Objekte aufgeführt, die früher einmal in der Denkmalliste eingetragen waren, jetzt aber nicht mehr. Objekte, die in anderem Zusammenhang also z. B. als Teil eines Baudenkmals weiter eingetragen sind, sollen hier nicht aufgeführt werden. Aktennummern in diesem Abschnitt sind ehemalige, jetzt nicht mehr gültige Aktennummern.

| Lage                                 | Objekt        | Beschreibung                                                | Akten-Nr.     | Bild |
| ------------------------------------ | ------------- | ----------------------------------------------------------- | ------------- | ---- |
| Irlmühl Irlmühl 2 (Standort)         | Waldlerhaus   | 1. Drittel 19. Jahrhundert Mit alter Haustür                | D-2-78-178-20 | BW   |
| Kellburg Kellburg 1 (Standort)       | Bauernhaus    | mit Blockbau-Obergeschoss, Anfang 19. Jahrhundert           |               | BW   |
| Kriseszell Kriseszell 1 (Standort)   | Wohnstallhaus | Mit Blockbau-Oberteil, 1. Drittel 19. Jahrhundert           | D-2-78-178-24 | BW   |
| Steinachern Steinachern 7 (Standort) | Waldlerhaus   | mit Trauf- und Giebelschrot, Blockbau, Ende 18. Jahrhundert |               | BW   |
| Zellwies Zellwies 1 (Standort)       | Einödhof      | Dazugehöriger Traidkasten, 1. Hälfte 19. Jahrhundert        | D-2-78-178-67 | BW   |

## Abgegangene Baudenkmäler
In diesem Abschnitt sind Objekte aufgeführt, die früher einmal in der Denkmalliste eingetragen waren, jetzt aber nicht mehr existieren, z. B. weil sie abgebrochen wurden. Aktennummern in diesem Abschnitt sind ehemalige, jetzt nicht mehr gültige Aktennummern.

| Lage                            | Objekt                | Beschreibung                                                                 | Akten-Nr.     | Bild |
| ------------------------------- | --------------------- | ---------------------------------------------------------------------------- | ------------- | ---- |
| Riedelswald alte Haus-Nr. 77 () | Waldlerhaus           | langgestreckter, verputzter Blockbau mit Giebellaube, Anfang 19. Jahrhundert | D-2-78-178-1  |      |
| Vornwald Vornwald 1 (Standort)  | Stattlicher Einzelhof | Wohnstallhaus mit Blockbau-Obergeschoss, Mitte 19. Jahrhundert, Dach später  | D-2-78-178-60 | BW   |